# Nilo Cruz
Nilo Cruz (10 de octubre de 1960, Matanzas, Cuba) es un premiado dramaturgo, traductor y director de teatro cubano-estadounidense. 
Es el primer autor latino en ganar el Premio Pulitzer en la categoría drama.

## Trayectoria
Hijo de Tina y Nilo Cruz, nació en Cuba y emigró con su familia en 1969 a la Pequeña Habana de Miami. 
Estudió teatro en el Miami Dade Community College (en el Teatro Prometeo con Teresa Maria Rojas) y en Nueva York donde fue discípulo de María Irene Fornés.
Sus piezas teatrales Anna in the Tropics ganó el Premio Pulitzer en el año 2003 comisionada por el New Theatre de Coral Gables y recibió dos nominaciones para el Premio Tony durante sus representaciones en Broadway.
Uno de los más prolíficos y exitosos autores del circuito de Broadway y Off-Broadway sus obras se han representado en el New York Public Theater, Oregon Shakespeare Festival, Studio Theatre de Washington D.C., Pasadena Playhouse y en el Lee Strasberg Theatre de Los Ángeles. 
Ha sido designado primer Henry King Stanford Distinguished Professor in the Humanities del año académico en la Universidad de Miami.
Enseña arte dramático en la Universidad de Yale, Iowa y Brown University donde se graduó en 1994.
Es colaborador frecuente de la compositora Gabriela Lena Frank y ha compuesto un ciclo de canciones para Dawn Upshaw, El Centinela y la paloma.
Reside entre Miami y Nueva York.

## Obras
- Dancing on Her Knees (1994)
- A Park in Our House (1995)
- Night Train to Bolina (1995)
- Two Sisters and A Piano (1998)
- A Bicycle Country (1999)
- Hortensia and The Museum of Dreams (2001)
- Anna in the Tropics (2002)
- Lorca in a Green Dress (2003)
- Capriccio (2003)
- Beauty of the Father (2006)
- Hurricane (2010)
- Havana, musical de Frank Wildrom con textos de Cruz.

## Traducciones
- A Very Old Man With Enormous Wings de Gabriel García Márquez
- Doña Rosita la soltera de Federico García Lorca
- La casa de Bernarda Alba de Federico García Lorca
- La vida es sueño de Pedro Calderón de la Barca

## Premios
- 2003 American Theatre Critics/Steinberg New Play Award
- Alton Jones Award
- AT&T Award
- Barrie Stavis Award
- Kennedy Center Fund for New American Plays Award.
- Poeta Honorario Whitier College[6]